# 8 cm Feldkanone M. 5
A 8 cm Feldkanone M. 5 (rövidítve 8 cm F.K. M. 5 vagy 8 cm FK M. 5, magyarul 1905-ös mintájú 8 cm-es tábori löveg) egy tábori löveg volt, melyet az Osztrák–Magyar Monarchia használt az első világháború alatt. Az olaszok által zsákmányolt lövegeket Cannone da 77/28 Modello 5 néven állították hadrendbe. Tervezete hagyományos, a leginkább szembetűnő tulajdonsága pedig az elavult bronz lövegcsöve volt, mivel az Osztrák–Magyar Monarchia nem tudott megfelelő minőségű acélt előállítani. Fejlesztése sok időt vett igénybe, mivel az osztrákoknak évekig tartott eldönteni, hogy milyen hátrasikló rendszert és závárzat-típust válasszanak. Gyártási nehézségei miatt csak 1907-ben került hadrendbe.
Az M. 5 lövegnek rendszeresítették egy, kifejezetten a szűk hegyi ösvényeken használt változatát, az M. 5/8-at, melyet három részre lehetett bontani az egyszerűbb szállíthatóság érdekében. A lövegcsövet emelőfogantyúkkal látták el, hogy gyorsabban leszerelhessék az alvázról, az alvázat pedig úgy módosították, hogy szétszerelhető legyen. Az eredeti változatból a háború után csak Olaszország tartott néhányat hadrendben. Ezek közül zsákmányoltak néhányat a németek a második világháború alatt, majd állították szolgálatba 7,65 cm Feldkanone(i) jelöléssel. Az M. 5/8 típust az első világháború után széles körben alkalmazták az Osztrák–Magyar Monarchia utódállamai, a zsákmányolt lövegeket pedig Olaszország Cannone da 77/28 Modello 5/8 jelöléssel használta. Az olaszoktól szerzett példányokat a németek 7,65 cm Feldkanone 5/8(ö) vagy (t) és 7,65 cm Feldkanone 300(j) jelöléssel használták.

## Galéria

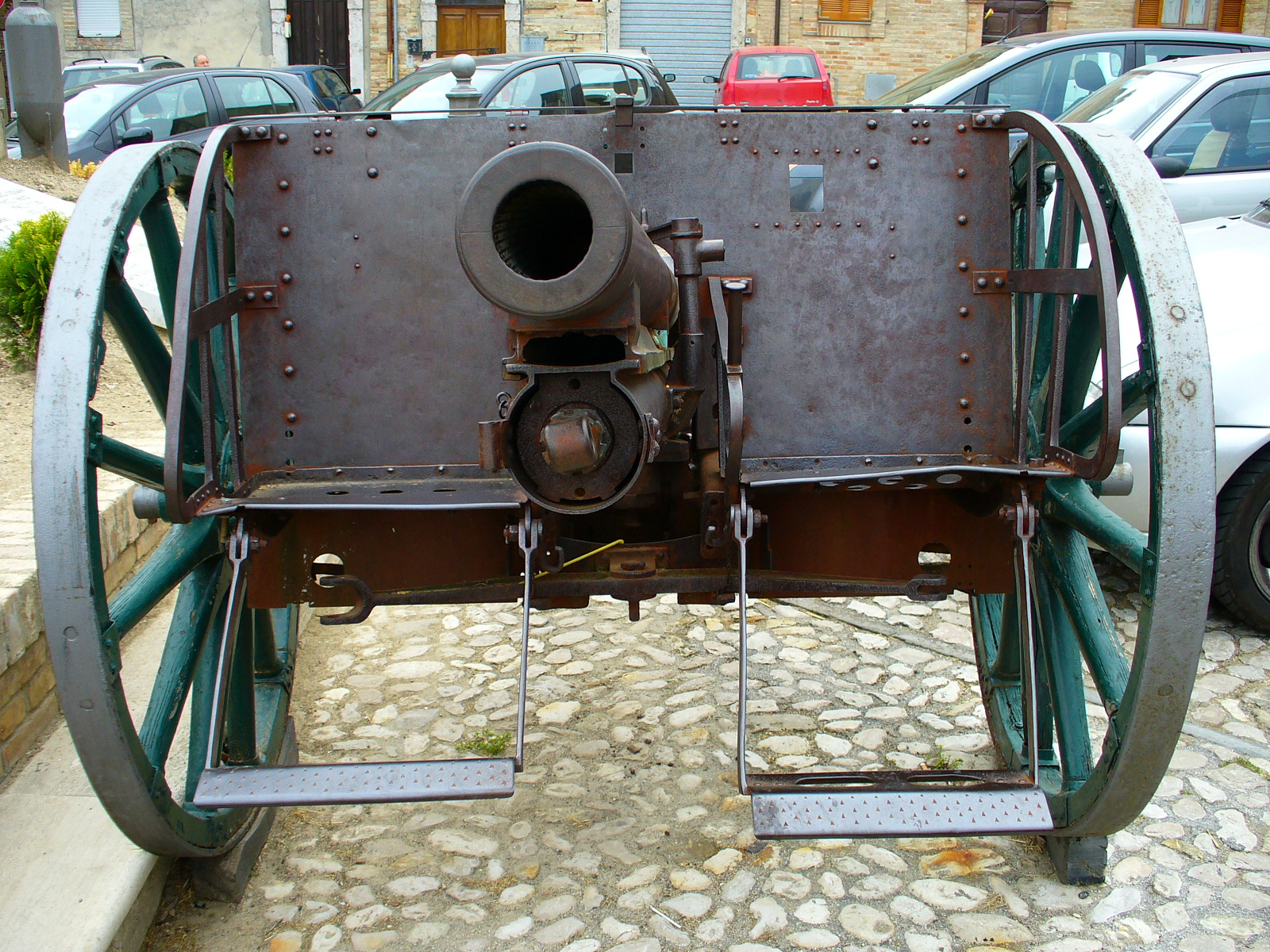
Egy 8 cm FK M5 löveg. Kiemelendő a személyzet ülése.
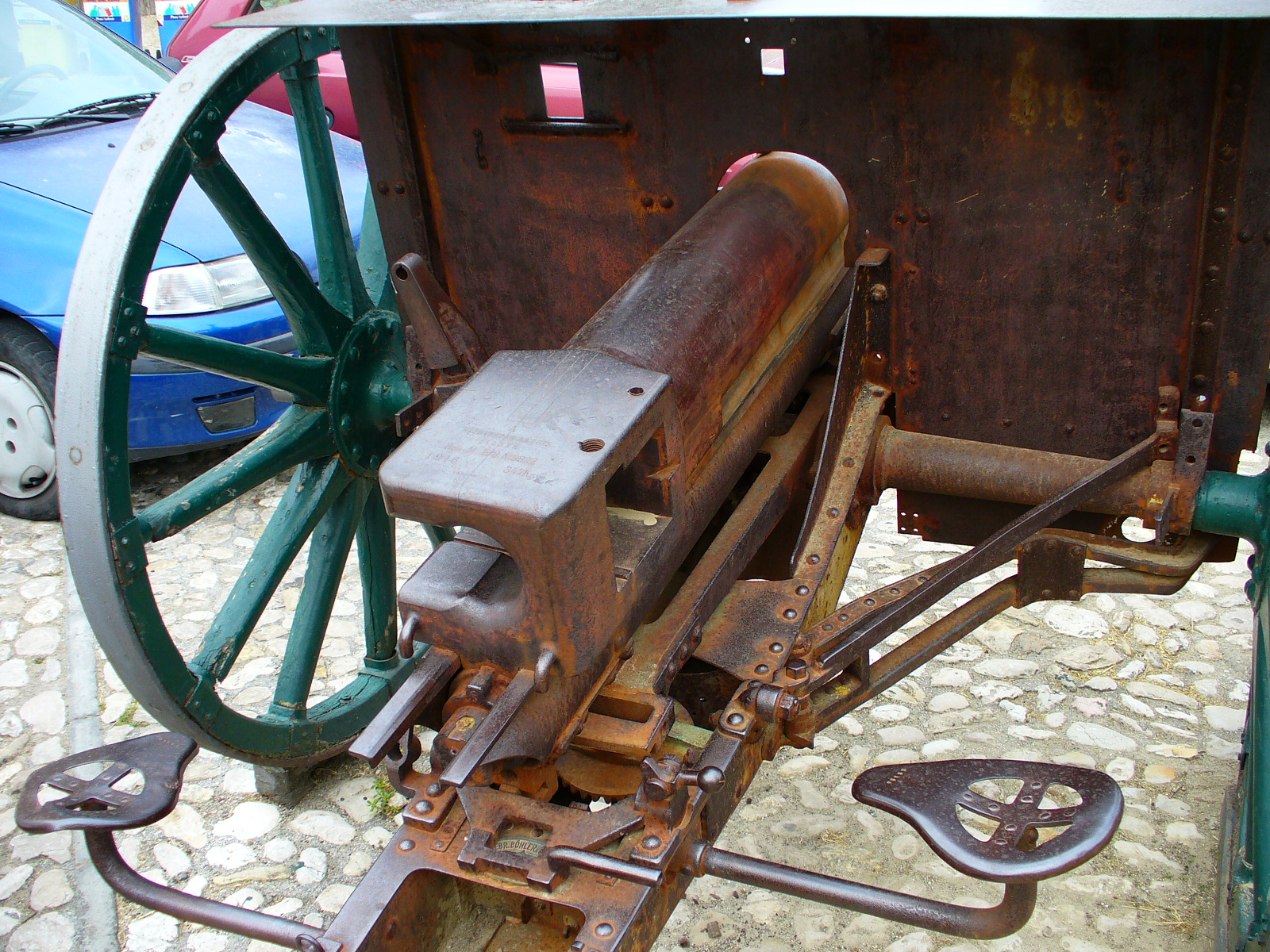
8 cm FK M5 löveg závárzata
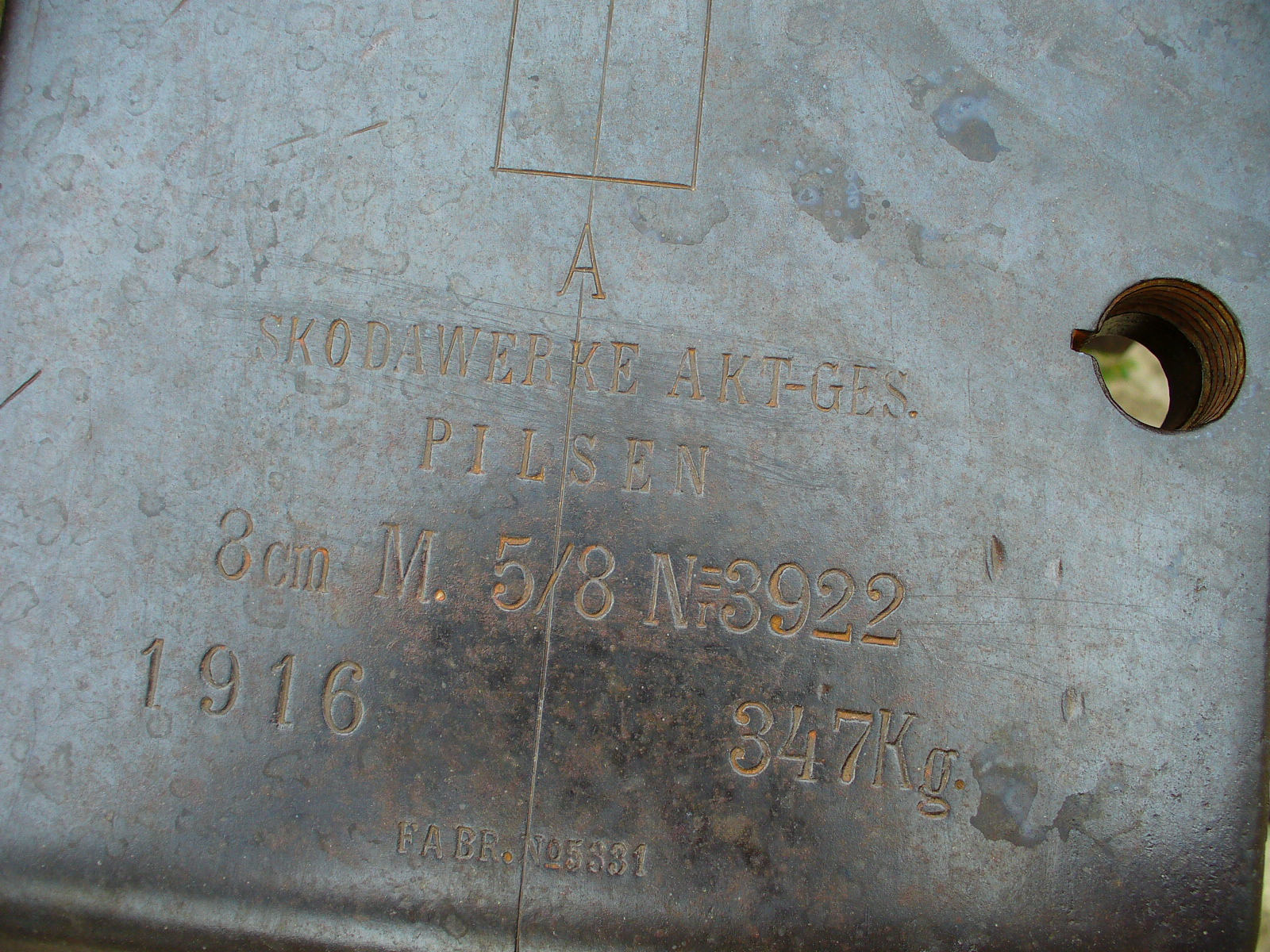
Gyártó információ egy 8 cm FK M5 lövegen.
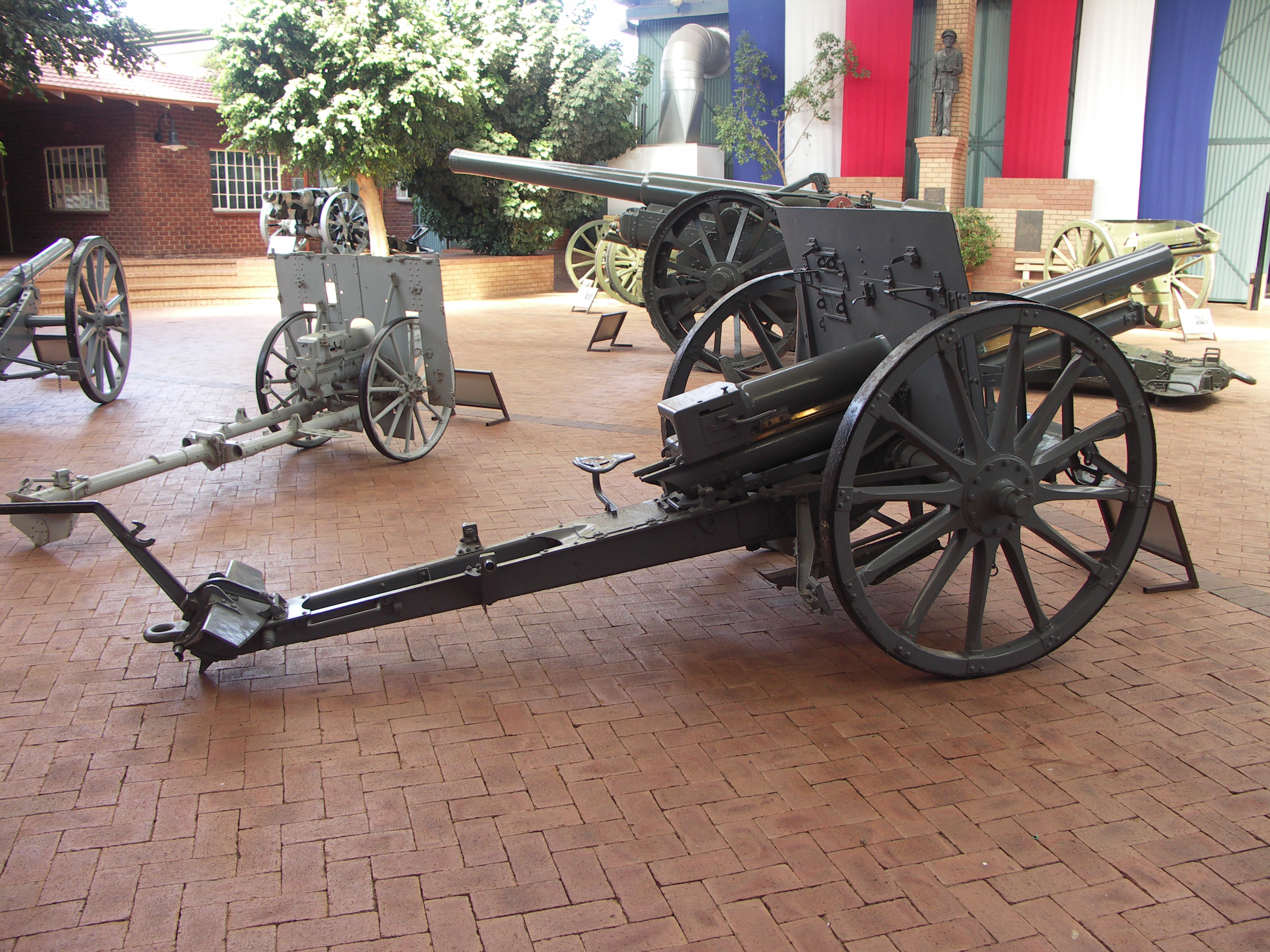
Egy Model 5/8, Dél-Afrikai Hadtörténeti Múzeum.
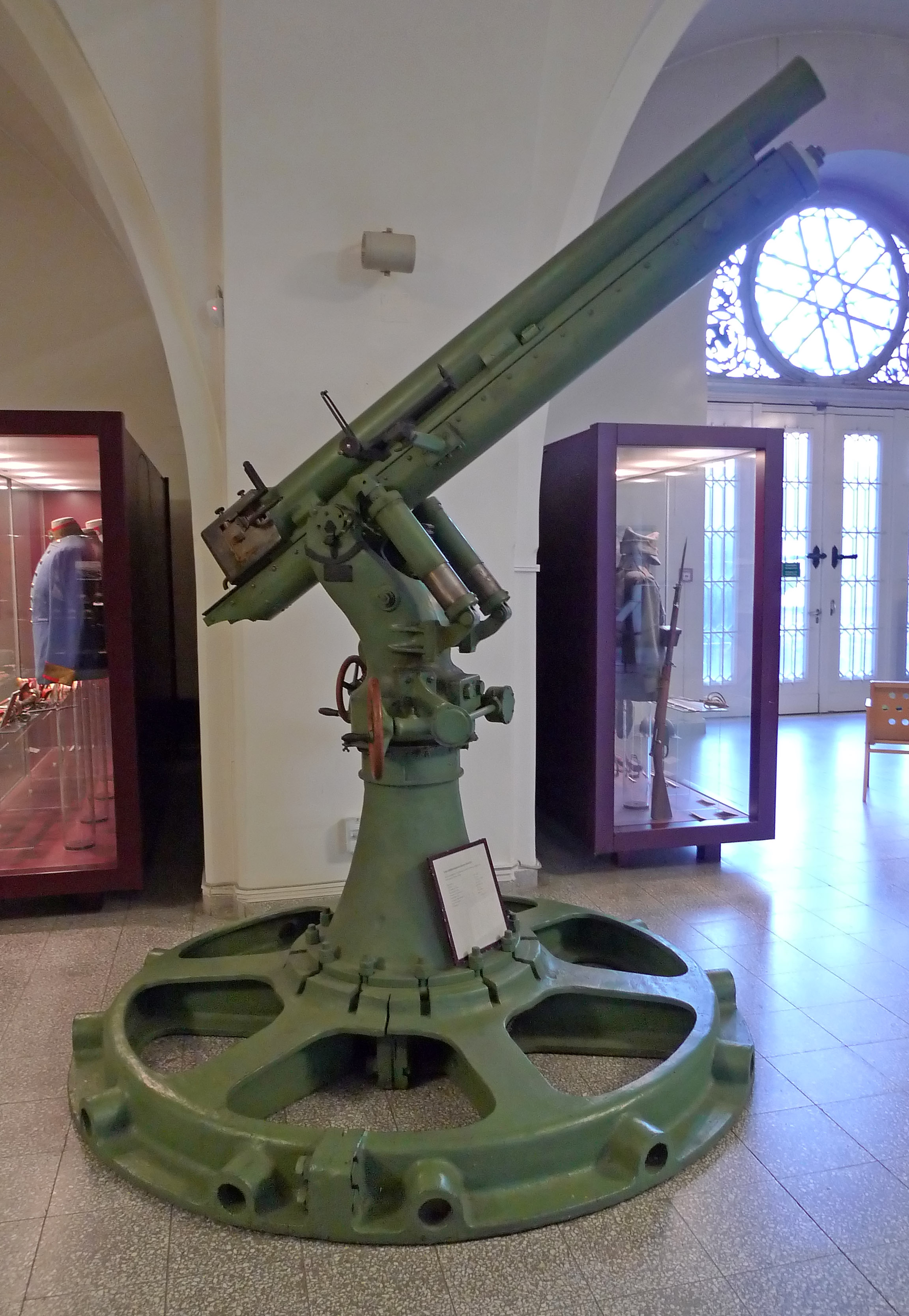
8 cm légvédelmi M 5/8 M.P. löveg, Hadtörténeti Múzeum (Bécs).
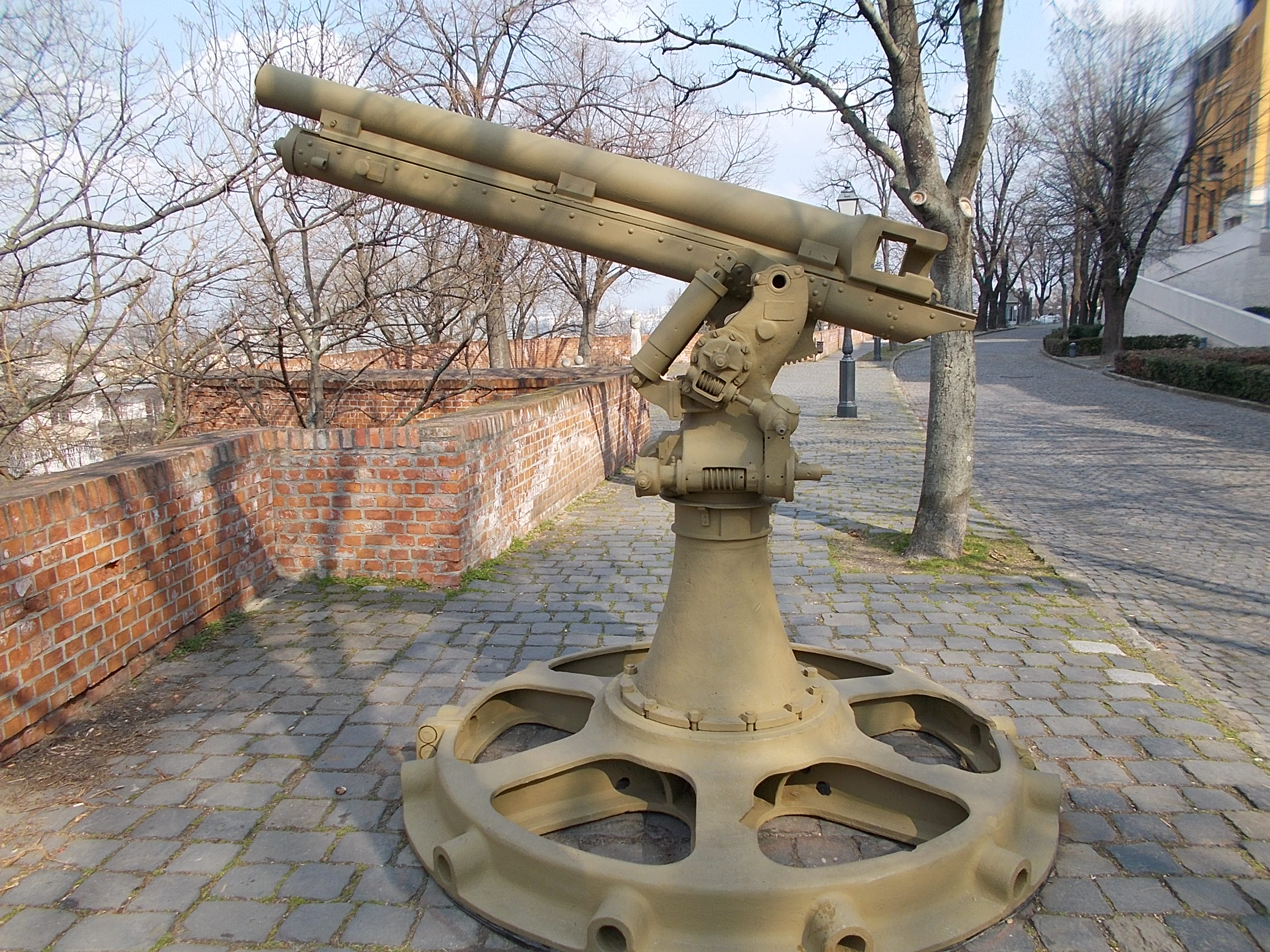
5/8 M.P. löveg, Anjou Bástya.,Budapest
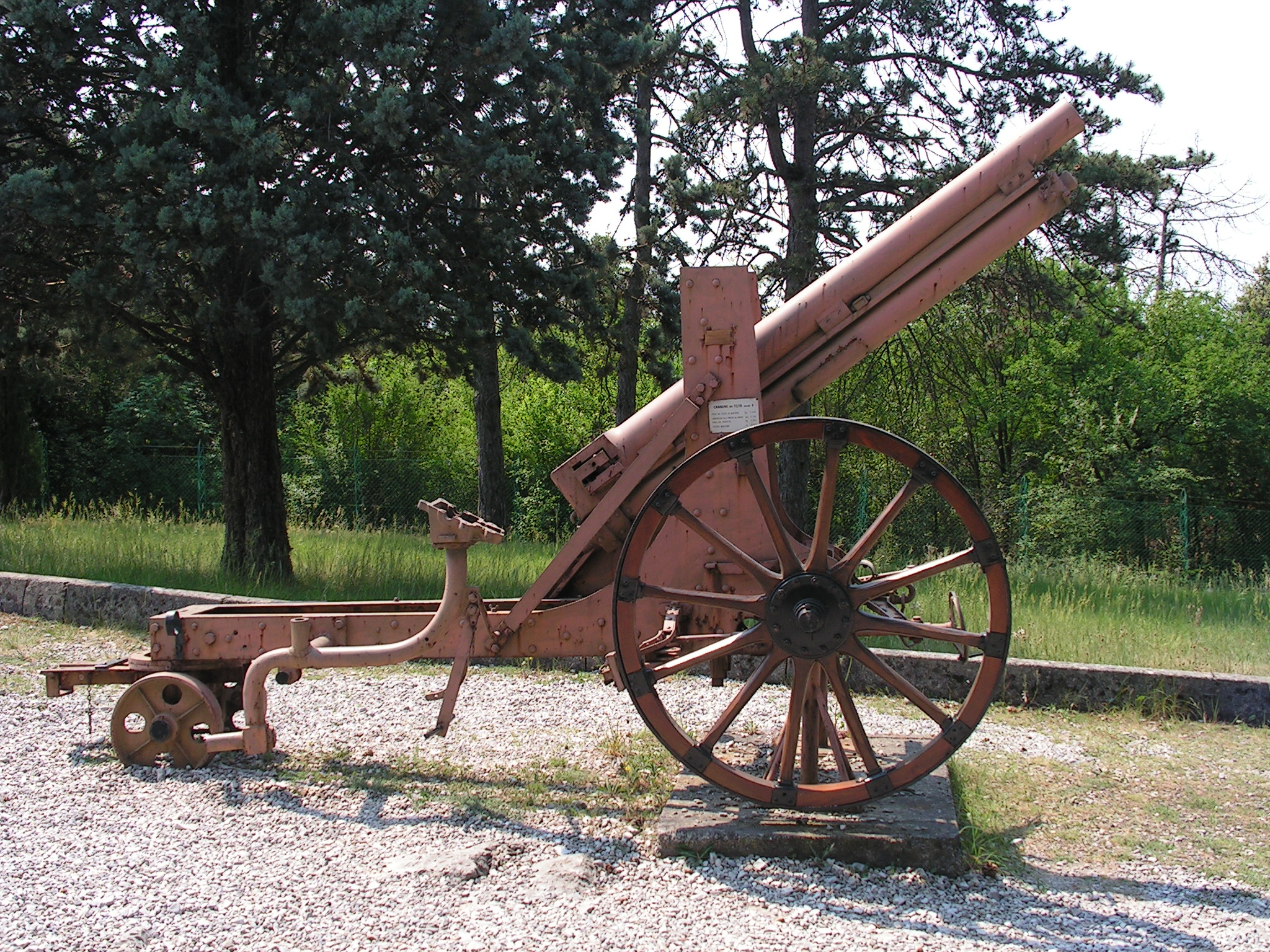
Egy módosított olasz Cannone 77/28 modello 5/8

### Fordítás
Ez a szócikk részben vagy egészben  a(z)   8 cm FK M. 5 című angol Wikipédia-szócikk ezen változatának fordításán alapul.  Az eredeti cikk szerkesztőit annak laptörténete sorolja fel. Ez a jelzés csupán a megfogalmazás eredetét és a szerzői jogokat jelzi, nem szolgál a cikkben szereplő információk forrásmegjelöléseként.